# Eugénio Tavares
Eugénio de Paula Tavares (Vila Nova Sintra, Ilha Brava, 18 de outubro de 1867 — Vila Nova Sintra, 1 de junho de 1930), foi um jornalista, escritor e poeta cabo-verdiano.

## Biografia
Não tinha títulos escolares de habilitação. Como José Lopes, outro poeta Cabo-Verdiano, era um auto-didata. A ambos tocou igualmente a centelha do génio. Tavares, possuidor de um carácter impoluto, era também um orador fluente de raros recursos.
A estadia no Mindelo marcou grandemente o jovem bravense. Colocado na Fazenda Pública do Tarrafal, descobre a Santiago profunda e seu vernáculo. De regresso à Ilha Brava em 1890, estava um conhecedor da realidade de Cabo Verde.
Feito Recebedor da Fazenda na Brava, desposou D. Guiomar Leça, senhora de muitas virtudes e companheira fiel para toda a vida. A partir de então devota-se ao seu sonho, assim descrito por João José Nunes:
"(...) em plena pujança da vida, estuante de entusiasmo, Eugénio vive um sonho febril que inflama a sua alma môça e absorve todas as faculdades do seu ser moral - A Felicidade e o Engrandecimento do Povo Caboverdiano, cuja desgraça atroz ele atribui ao desumano abandono a que fora votado."
O Governador Serpa Pinto chega à Colónia e acalenta o sonho do Poeta. Acarinha-o e estimula-o depois de o conhecer. Eugénio corresponde e a sua pena de jornalista exige justiça e moralidade para Cabo Verde.
Nesta fase, a sua "morna" ganha conteúdo e sonoridade. Os novos temas são o Amor, a Ilha, o Mar, a Mulher, o Emigrante, a Partida, a Saudade.
Entre 1890 e 1900, Eugénio Tavares é o "delfim" de Cabo Verde.
Um poema seu, Mal de amor, encontra-se no CD Poesia de Cabo Verde e sete poemas de Sebastião da Gama, de Afonso Dias.
Em 1929 colaborou em diversos artigos na "Revista de Espiritismo", órgão da Federação Espírita Portuguesa. De sua pena saíram vigorosos e destemidos artigos de propaganda neo-espiritualista, prestando, assim os mais relevantes serviços ao Movimento Espírita português.

### Obras
- Canção ao Mar
- Morna aguada
- Morna de Despedida

## Relevância
Em 2014 a Universidade de Cabo Verde e o Instituto Camões criaram a Cátedra Eugénio Tavares de Língua Portuguesa com o objetivo de impulsionar a investigação sobre o ensino de português em Cabo Verde.
Em 2017 comemoram-se os 150 anos do nascimento de Eugénio Tavares.